# Sympistis dunbari
Sympistis dunbari là một loài bướm đêm thuộc họ Noctuidae. Nó được tìm thấy ở wet coastal forests phía tây của dãy núi Cascade, as far phía bắc as British Columbia, phía nam đến Utah, California và Arizona.
Oncocnemis definita trước đây được xem là đồng âm của Oncocnemis dunbari, nhưng nay được xem là một loài riêng biệt, Sympistis definita.
Sải cánh dài khoảng 34 mm.
Ấu trùng ăn the foliage của Holodiscus discolor.
If disturbed, the caterpillar of this species will leap two hoặc three inches upwards.